# Lukrécie

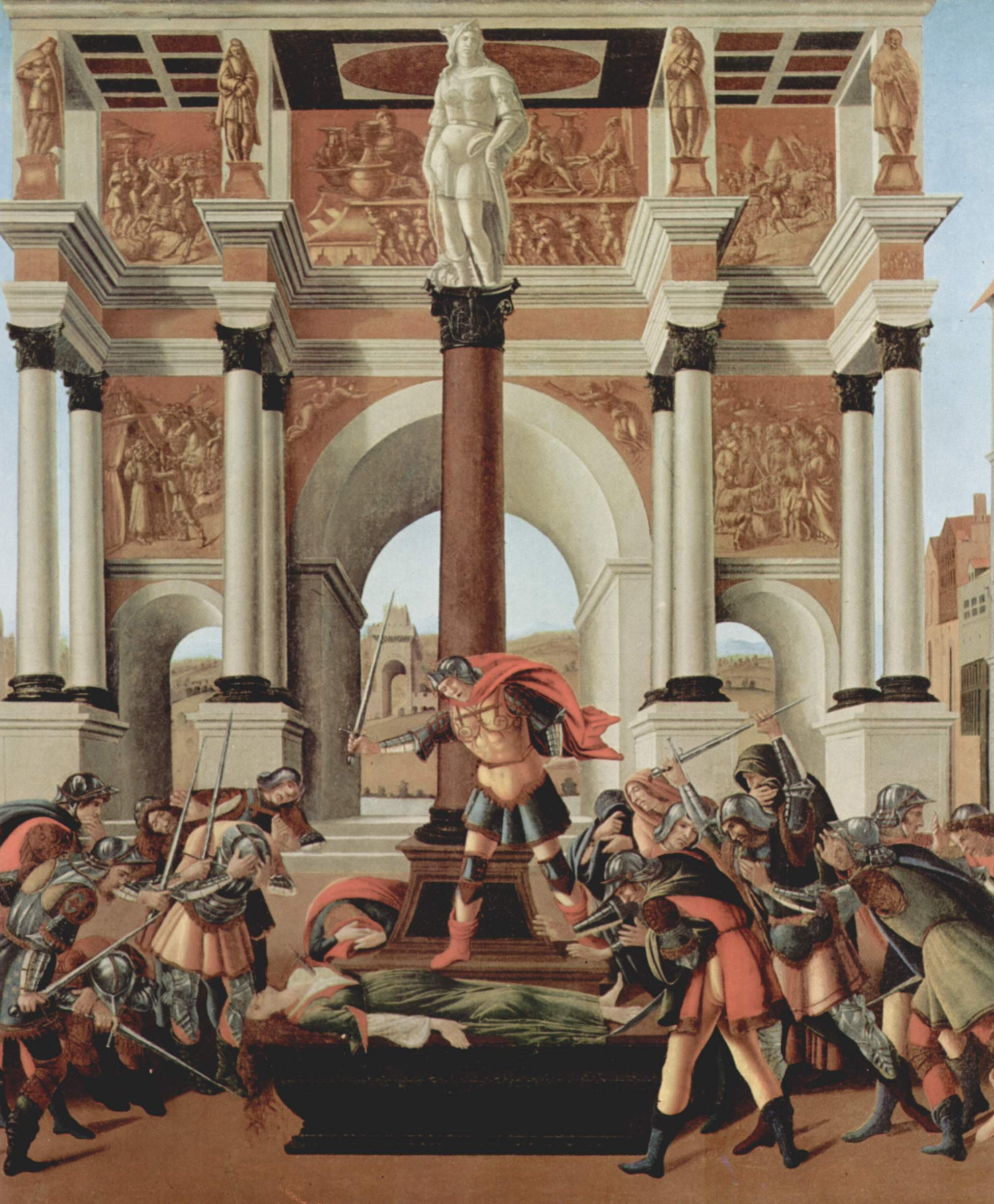
Sandro Botticelli, Smrt Lukrécie

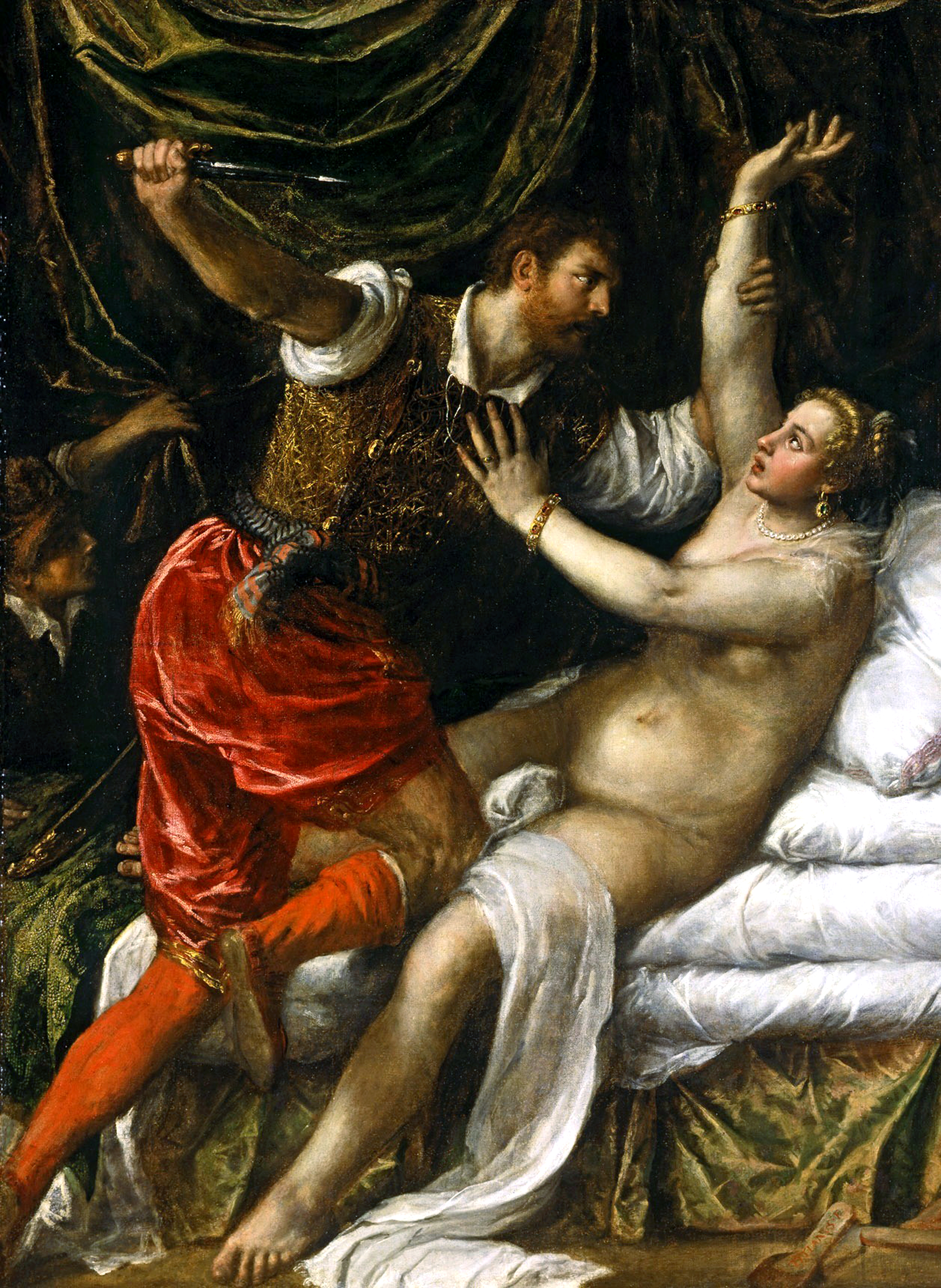
Tizian, Zneuctění Lukrécie

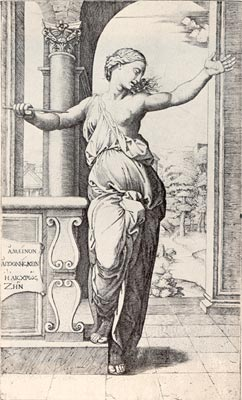
Obraz z roku 1534 zachycuje akt sebevraždy Lukrécie

Lukrécie byla manželka římského šlechtice Tarquinia Collatina, která zemřela tragickou smrtí poté, co byla znásilněna Sextem Tarquiniem, synem posledního římského krále etruského původu. Osud zneuctěné Lukrécie je významným uměleckým námětem.

## Zneuctění Lukrécie
Podle Livia 1.57 – 60 tragické události předcházelo táhlé vojenské tažení v Ardei, při kterém si mladí šlechtici krátili čas četnými hostinami a pitkami. Tak se stalo, že k Sextu Tarquiniovi, synu posledního římského krále etruského původu Lucia Tarquinia Superba byl spolu s dalšími pozván k hodování Tarquinius Conlatinus, syn Eregia. Mezi mladými došlo k odvázanému rozhovoru o jejich ženách a brzy se začali předhánět v tom, čí žena je lepší manželka. Tarquinius Conlatinus navrhl, že lépe než planě mluvit, mohou za několik hodin znát skutečnou odpověď, když se nečekaně vrátí do nedalekých domovů a sami se přesvědčí, jak spořádaná je jeho žena Lukrécie. Skutečně, po příjezdu do Conlatinova domu nalezli jeho ženu zaměstnanou předením, i v tak pokročilé hodině jejich příchodu. Protože ostatní manželky se účastnily po boku svých mladých přátel luxusního banketu, stala se Lukrécie jasnou vítězkou v ženské ctnosti.
Poté následovala v domě Conlatinově hostina, během které Sextus Tarquinius propadl nejen kráse Lukrécie, ale také touze zbavit ji její prokázané ctnosti. Pro tento večer odolal a odjel spolu s ostatními do tábora, o několik dní později se tento královský syn však vrátil, aby byl nejprve přivítán jako host a pozdě v noci toho zneužil. Vkradl se k spící Lukrécii s taseným mečem a přitisknuv ji levou rukou k loži, ji probudil ze spánku s výhrůžkou zabití, pokud bude křičet o pomoc.
Nejdříve jí začal projevovat náklonnost a přesvědčovat, že pro ni udělá cokoli, bude-li mu po vůli. Když viděl, že s ní po dobrém, ani pod pohrůžkou zabití moc nesvede, pohrozil ji, že poté, co zabije ji, usmrtí jednoho ze svých otroků, a položí nahého po její bok, takže její pověst bude zničena a všichni se dozví, že zemřela mečem přistižena při cizoložnictví s otrokem, mužem na nejnižším stupni tehdejší společnosti. Nato se Lukrécie podvolila a Sextus Tarquinius dosáhl svého. Poté opustil dům.
Lukrécie po svém zneuctění nemohla překonat ponížení a žal. Zprávu o tom, že se jí přihodilo něco hrozného, vyslala svému manželovi do Ardei a svému otci do Říma. Oba měli přijet co nejrychleji v doprovodu důvěryhodného přítele. Spurius Lucretius, její otec, přijel s Publiem Valeriem a manžela Conlatina doprovázel Lucius Junius Brutus.
Po jejich příjezdu jim plačící Lukrécie vše vylíčila. Řekla jim, kdo čin spáchal a jak se vše přihodilo. Každý z příchozích se snažil ji utišit a ujistit ji, že ačkoli její tělo bylo poskvrněno, její svědomí je čisté a stále je ctnostnou a milovanou ženou. Ona však neunesla tíhu ponížení a před zraky oněch čtyř mužů vytasila ukrytou dýku a bodnutím do srdce ukončila sama svůj život.
Brutus vyňal dýku z její hrudi a nad jejím mrtvým tělem pronesl: „Při této prolité ctnostné krvi, kterou pošpinil králův syn, přísahám: Bohové buďte mým svědkem, že budu ohněm a mečem pronásledovat Lucia Tarquinia Superba, jeho hříšnou ženu i jejich děti. Nikdo z nich, ani nikdo z jejich lidu nebude více králem Říma.“
Poté Brutus předal dýku Conlatinovi, ten Lucretiovi a ten Valeriovi. Všichni byli zdrceni tragickou událostí a zároveň překvapeni Brutovou reakcí. Složili přísahu pomsty královskému rodu a vynesli bezvládné Lukréciino tělo ven na tržiště, aby všechny zpravili o Sextově činu a burcovali lid proti králi a jeho rodině.
Lucius Junius Brutus se ujal aktivního vedení propagandy a s četnými příznivci dorazil do Říma, kde se mu podařilo získat veřejné mínění na svoji stranu.
Mezitím se o nepokojích dozvěděl král Lucius Tarquinius Superbus, který byl toho času s vojskem v Ardei. Vydal se s částí posádky do Říma situaci uklidnit, avšak Brutus, očekávající jeho příchod, ho mezitím obešel a jinou cestou se vydal do Ardei, kde získal armádu na svoji stranu. Městské brány Říma nebyly králi otevřeny a byl tak vypovězen do exilu. Jeho synové ho následovali do etruského města Caere.
Podle Tita Livia vládl Lucius Tarquinius Superbus 25 let. Doba panování králů v Římě, až do osvobození a vzniku republiky trvala celkem 244 let. Po vyhnání krále byli za přispění Servia Tullia zvoleni dva konzulové, Lucius Junius Brutus a Tarquinius Conlatinus.

## Historický dopad a události
Převrat, při kterém došlo k vyhnání Lucia Tarquinia Superba, se uskutečnil roku 510 př. n. l. Lucius Tarquinius Superbus byl skutečně posledním králem etruského původu vládnoucí Římu. Jaký vliv měla situace vzniklá v souvislosti se smrtí Lukrécie, manželky jednoho z předních římských šlechticů na celkový převrat, můžeme jen spekulovat. Pravděpodobně se však jednalo o vyvrcholení dlouhodobého vývoje, kdy moc Říma trvale stoupala, zejména v oblasti vojenství. Etruská vládnoucí třída byla laténským římským obyvatelstvem zřejmě již delší dobu vnímána jako nadřazený, cizí, trpěný živel. Od doby, kdy Etruskové město Řím založili, si původní obyvatelé více a více uvědomovali svůj vliv a identitu v souvislosti se stoupajícím významem města.
Po vyhnání Lucia Tarquinia Superba nedošlo ovšem k naprostému ukončení etruského vlivu v Římě, jak se na první pohled jeví z událostí kolem Lukrécina osudu. Etruskové, v té době zřejmě také již částečně promíchaní s Římany, zaujímali nadále významné státní funkce i v nové vládě Římské republiky. Teprve vývoj v dalších stoletích předurčil dominantní roli Říma, který postupně pohltil všechna etruská města. Vztah mezi Etrusky a Římem nelze však vidět pouze jako vztah mezi nepřáteli. I přes četné boje mezi oběma etniky, dochází také k vzájemnému ovlivňování a spolupráci v oblasti kultury, vzdělávání, hospodářství, či k postupnému dobrovolnému prolínání obyvatelstva.
Roku 396 př. n. l. Řím dobíjí etruské město Véje. Od té doby podlehla vojensky či dobrovolně všechna etruská města římské expanzi. V roce 90 př. n. l. bylo Etruskům uděleno římské státní občanství a od roku 40 př. n. l. počítáme s úplnou romanizací etruského obyvatelstva. Rozvinutá etruská kultura byla postupem času převzata a upravena Římany. Etruský jazyk přežíval po určitou dobu pouze jako jazyk používaný při etruských náboženských rituálech. Dnes je i přes četné archeologické nálezy a znalost etruského písma neznámý.
Stopy, jako neexistence dobové písemné dokumentace o Etruscích a skoro naprosté zničení, či romanizace kulturního a do značné míry i materiálního odkazu naznačují systematické mazání důkazů o etruském podílu na založení a mocenském vzestupu Říma. Příčinou takových snah může podle řady etruskologů být pokus o vytvoření, či posilování vlastní, čistě římské identity v procesu formování nového státu a nových elitních skupin po poklesu, či později úplném zániku etruské moci v Římě.
Zneuctění a smrt Lukrécie můžeme v symbolické rovině vnímat jako projev postoje laténské římské společnosti proti vládnoucí etruské třídě předcházející vzniku republiky. Ať už tato tragická událost přispěla více, či méně k faktickému podnícení převratu, rozhodně měla význam ve formování postojů po revoluci roku 510 př. n. l.

## Lukrécie jako umělecký námět
Zneuctění a sebevražda Lukrécie je námětem mnoha malířů, včetně osobností jako Tizian, Rembrandt van Rijn, Albrecht Dürer, Raffael Santi, Sandro Botticelli, Jörg Breu starší, Hans von Aachen či Johannes Moreelse.
Příběh zpracoval také William Shakespeare v díle z roku 1594 Zneuctění Lukrécie.
Téma se objevuje také v četných hrách a operách. V roce 1607 ho divadelně zpracoval Thomas Heywood, později např. v roce 1941 v opeře The rape of Lucretia příběh převyprávěl Benjamin Britten.
Atraktivita tohoto námětu je zřejmá díky své tragičnosti, aristokratickému prostředí, ve kterém se odehrává, a velkému historickému významu, jenž je události přisuzován.